# Camps spéciaux
Les camps spéciaux (en URSS) désignent un système particulier de camps du Goulag pour les prisonniers politiques spéciaux, (Camps spéciaux ; Osobye lagéria ; en cyrillique :«Особые лагеря»), créés par décision du Conseil des ministres de l'URSS (№ 416—159сс), le 21 février 1948.

## Histoire
Les camps spéciaux devaient remplacer pour les prisonniers politiques la katorga, instaurée en URSS en 1943 et supprimée en 1948. Ce statut «spécial» fut donné en même temps à toute une série de prisons : la Prison de Vladimir (ville de Vladimir), la Prison d'Alexandrov (Oblast d'Irkoutsk) (où fut enfermé le ressortissant français Jacques Rossi) et la Prison de Vierkhnieouralsk (Oblast de Tcheliabinsk).

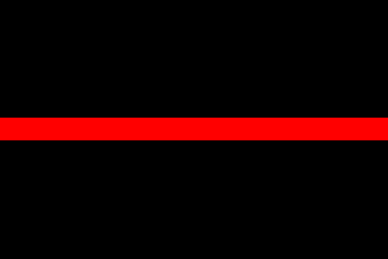
Drapeau du soulèvement du camp spécial de Gorlag à Norilsk.

Dans les camps spéciaux, les prisonniers devaient accomplir un terme déterminé, accompli, selon l'Article 58 du code pénal de la RSFSR, pour trahison de la patrie, espionnage, terrorisme, et d'autres crimes et délits, mais aussi les Trotskistes, les membres de l'Opposition communiste internationale, les Mencheviks, les membres du Parti socialiste révolutionnaire (Russie), les Anarchistes, les Nationalistes, les Russes blancs, les participants à des organisations antisoviétiques, ce qui était - tout ensemble- appelé le «contingent spécial», qui se distinguait du « contingent ordinaire » — prisonniers, condamnés suivant d'autres articles encore du code pénal de la RSFSR.
« Seulement plus tard, en se comparant à des cas déjà vus, ceux qui étaient arrêtés comprirent qui avait été laissé avec les écrivains sur les iles du camp de travail. Ils y avaient laissé un «article 58-10» du code pénal, c'est-à-dire un propagandiste antisoviétique, c'est-à-dire aussi — un isolé, ne traitant avec personne, sans liens avec personne, vivant dans l'abnégation. (Et ceci, bien qu'il soit presque impossible de s'imaginer un tel nombre d'agitateurs, des millions de  citoyens furent enregistrés à ce titre  et restèrent prisonniers des  anciennes îles du Goulag.) Si les agitateurs avaient été deux ou trois, s'ils avaient eu ne fût-ce que quelque inclination pour un contact avec d'autres, pour un ou pour plusieurs contacts extérieurs, — ils avaient droit à l'article 58-11 «ralliement de groupe» et, comme souteneurs d'organisations antisoviétiques, ils allaient maintenant dans un Camp Spécial. Il y avait les traitres à la Patrie (58-1-а et b), les bourgeois nationalistes et séparatistes (58-2), les agents de la bougeoisie internationale (58-4), les espions (58-6), les saboteurs (58-7), les terroristes (58-8), les parasites (58-9), les saboteurs de l'économie (58-14). »
Le « Contingent » des « spéciaux » était entièrement isolé (aussi dans les zones de travail) des autres prisonniers, mais parmi ceux qui étaient payés, ne rentraient dans la zone de travail que ceux qui avaient été contrôlés spécialement. Dans les zones d'habitat le régime était semblable à celui d'une prison — barreaux aux fenêtres, enfermement la nuit dans les baraques, interdiction de quitter son baraquement pendant la pause. La norme de surface des lieux de résidence était fixée à 50 pour-cents de celle des camp de travail pénitentiaire — 1 m² par personne. Les prisonniers étaient utilisés pour des travaux particulièrement lourds (dans les mines, pour des travaux d'usines de gros combinats durant 24 heures d'affilée,(par exemple dans les villes de Djezkazgan, Norilsk etc.). Ils formaient des convois militaires pour se déplacer et non seulement paramilitaires comme dans les camps ordinaires.
Le 28 février 1948, furent institués cinq Camps Spéciaux (№ 1-5): Minlag, Gorlag, Doubravlag, Steplag, Berlag ; en août, un sixième Retchlag, et enfin en fin décembre 1948 : Ozerlag.
Un prisonnier âgé des camps de Staline, écrit un archétype des récits de l'écrivain Varlam Chalamov.Il s'agit de Georgiï Demidov
Il écrit:
« Chacun de ces camps portait un numéro, mais avait aussi un nom propre qui différait, quand il n'était pas lié, comme d'habitude, à un endroit où il se trouvait ou au type d'activité qu'il développait. N'importe quel camp spécial pouvait voir son nom changé en n'importe quel autre nom de camp sans problème. Tous ces noms étaient conventionnels et arbitraires, même si le son du nom rappelait la situation géographique. Celui de  «Beregovoy», par exemple, faisait allusion à quelque rivage (biéreg en russe), comme  «Taijnyï» était situé dans la steppe, la Taïga, près d'un bois, et «Doubravnyï» était près d'un chêne (doub signifie chêne en russe). Il y avait encore  «Mineralnyï», «Retchnoï» (rivière) et d'autres, la signification du nom qui n'avait aucun sens représentait le degré de pauvre fantaisie de leurs auteurs, généraux, colonels ; «les déjections», comme les appelaient, sans respect, les ennemis du peuple dans les camps d'intellectuels. »
La limite générale du nombre de prisonniers des camps spéciaux était fixée par l'administration du Goulag à 145 000 personnes . La commission spéciale du Ministère de l'Intérieur de l'URSS (ru) la fixa à 175 000 prisonniers, puis, ayant déjà défini cette limite et l'ayant appliquée, le compte des prisonniers arrêtés et pouvant faire partie du contingent ayant à nouveau augmenté la limite atteignit 200 000.
Cependant le rééquipement habituel dans les camps spéciaux et dans les zones de travaux particuliers exigeait plus d'argent. Rien que le fil de fer barbelé indispensable représentait environ 1 millier de tonnes. Les comptes étaient planifiés déficitaires, comme pour les comptes de 1949 qui s'élevaient à 701 millions de roubles (sans compter les dépenses de la garde, comme la direction principale des convois de l'armée financés par d'autres recettes) pour des revenus planifiés à 443 millions de roubles.
« Du fil de fer barbelé est attaché à de hauts piquets enfoncés en terre. Du côté de la cour du camp, au-dessus de chacun des piquets, des barbelés supplémentaires viennent renforcer le dispositif. Du côté de la zone du camp sont placées plusieurs lignes de barbelés obliquement comme pour un auvent : "essaye de les sauter !" A deux mètres de ces rangées de barbelés autour du camp, a été construit un haut mur de clôture au-dessus duquel a également été déroulé du barbelé. Une troisième ceinture intérieure  délimite la zone interdite. Avec cela une  simple barrière en bois assez basse, sur laquelle est attachée un écriteau au fond blanc avec des lettres grasse écrites à la main en noir : «Stop ! Tir à vue !»

Les lignes électriques d'éclairage de l'enceinte du camp étaient très puissantes. À chacun des quatre supports était suspendue une lampe de 500 Watts. Des projecteurs étaient installés sur les tours de guet aux coins du camp et sur tout le pourtour. Des deux côtés de chaque baraque étaient plantés des poteaux d'éclairage, munis de puissantes lampes à leur sommet. Toute cette technologie de lumière exigeait une telle quantité de courant électrique, que pendant les essais d'installation de la station électrique, une installation mobile  de marque américaine au diesel «Bolinder», se révéla fonctionner à la moitié à peine de la capacité nécessaire. »
Le 1er mars 1949, l'année qui suivit la création du système des camps spéciaux, ceux-ci comptaient seulement 106 573 prisonniers, ce qui était nettement moins que le chiffre qui avait été planifié, soit environ la moitié des prisonniers sous le coup de l'arrêté de 1948 sur le transfert dans ces camps spéciaux. Le chiffre le plus élevé de détenus dans ces camps, a été atteint en 1952 : au premier janvier, il s'y trouvaient — 257 000 prisonniers.
Avec l'apparition des Camps spéciaux, il n'y eut pas de création d'une direction spéciale par le Goulag, toute la structure préexistante fut maintenue.
Après quatre ans, entre 1949 et 1952, cinq nouveaux camps furent encore créés. En 1949 : le № 8 - Pestchanlag (Песчанлаг), dans la ville de Karaganda, de Balkhash (Балхаш), et de Temirtaou ; le № 9 — Pouglag (Луглаг), dans le village de Dolinsk ; le № 10- Kamychlag (Камышлаг), en Chorie montagneuse. 
En 1952, le № 11 : le camp de Ekibastouskiï dit aussi Dalniïlager avec son centre à Ekibastous (à ne pas confondre avec Dallag (Дальлаг) avec son centre à Khabarovsk, existant depuis 1929—1939 . Également en 1952, le № 12 : Vodarasdielniï lager (Водораздельный лагерь), avec son centre à Mikoun République socialiste soviétique autonome des Komis (Коми АССР). Ce dernier Centre
Spécial fut fermé en 1953, n'ayant pas dépassé le travail qui était planifié pour lui. Le 1er mars 1953, il ne restait que 1 142 prisonniers du contingent spécial dans le camp. En même temps, douze camps spéciaux n'ont jamais fonctionné, comme Louglag (Луглаг) qui fut fermé en septembre 1951, avant l'organisation de Dallag (Дальлаг) et de Vodarasdelniï lager (Водораздельный лагерь).

Le 28 mars 1953, le Goulag fut placé sous la compétence du Ministère de la justice de l'URSS. Cependant, les camps spéciaux restèrent sous celle du Ministère de l'intérieur de l'URSS. Au début de cette année 1953, les camps spéciaux comptaient 210 000 détenus.
Dans les camps spéciaux, avait cessé la persécution des prisonniers politiques par les criminels, soumis à des peines de 30 à 40 ans. 
L'isolement des prisonniers politiques les plus dangereux pour le pouvoir ne les rendit pas plus dociles. Toutefois, ces camps délivrèrent les politiques de leurs conflits incessants avec les criminels. Livrés à eux-mêmes, leur opposition politique ne fit qu'augmenter. 
Après la mort de Staline, eurent lieu, dans ces camps, les trois soulèvements les plus importants dans l'histoire du Goulag (en 1953 le soulèvement de Norilsk à Gorlag ; le soulèvement de Vorkouta à Retchlag en 1954 le soulèvement de Kengir à Steplag. 
Si bien qu'après le Soulèvement de Kengir, les dirigeants de l'URSS perdirent à une vitesse foudroyante leur appétit de camps. Les insurgés écrasés par l'armée soviétique avaient perdus une bataille, mais pas la guerre.